# Necrópolis de Teti

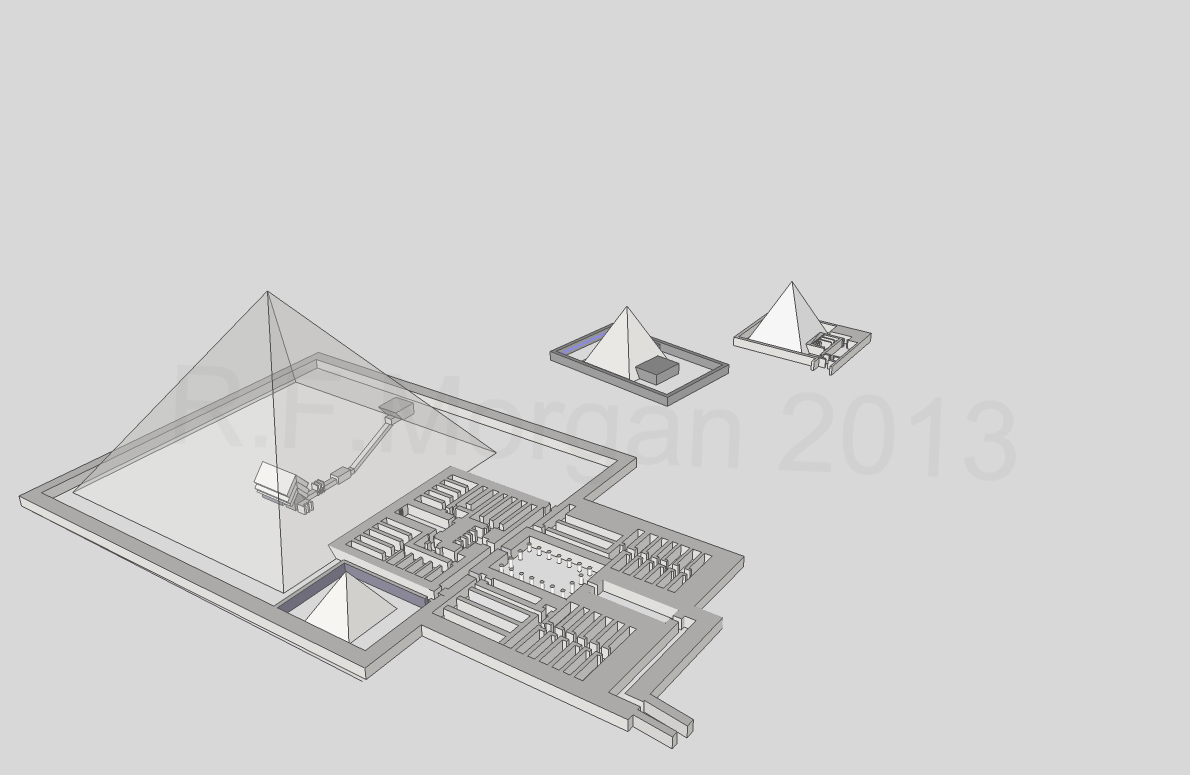
Esquema de la pirámide de Teti.

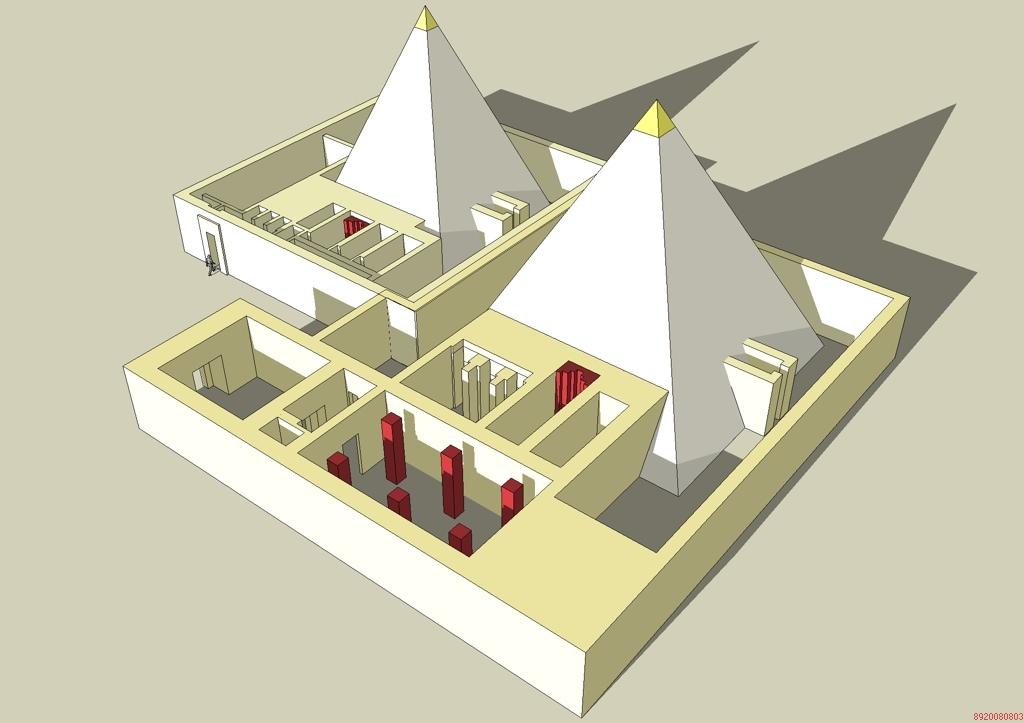
Complejos de las pirámides de las esposas de Teti, Juit e Iput.

La necrópolis de Teti, una de las partes más ricas de la necrópolis de Saqqara, se extiende en torno al complejo funerario del rey Teti, primer faraón de la VI dinastía de Egipto (c. 2321-2290 a. C.). El rey, cuyo destino especial parece haber impresionado a sus contemporáneos, sería reverenciado más tarde como mediador divino junto con algunos cortesanos que en cierto sentido heredaron ese papel por su reputación. 
El rey también estuvo acompañado por sus dos esposas principales, las reinas Juit e Iput, cada una de las cuales disponía de una pirámide y un templo funerario.

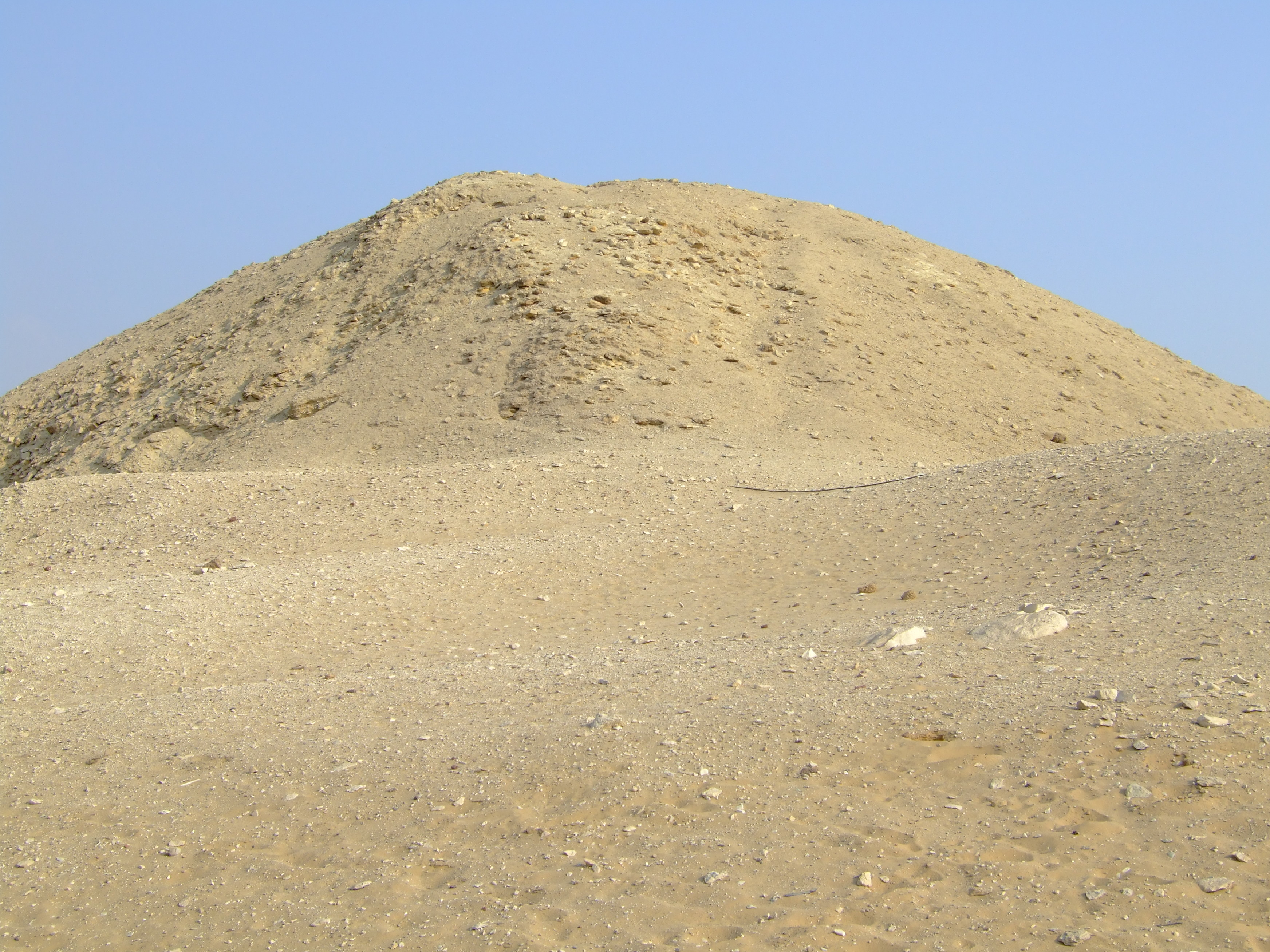
Restos de la pirámide de Teti.

## Tumbas en la necrópolis
Entre las muchas tumbas que forman esta necrópolis de la VI dinastía de Egipto se encuentran:
- Complejo piramidal de Juit II
- Complejo piramidal de Iput
- Complejo piramidal de Sesheshet I, madre del rey
- Mastaba de Tetianjkem, príncipe real, hijo de Teti y de Juit
- Mastaba de Kagemni, chaty de Teti
- Mastaba de Anjmahor
- Mastaba de Mereruka

Durante el Imperio Medio, el culto al rey estaba asegurado como lo demuestran los descubrimientos al este de la pirámide de Teti de las tumbas de Sa-Hathor-Ipy y de Sekuesjet, dos sacerdotes de la XII dinastía, adscritos al culto del faraón.
En el Imperio Nuevo, se dispusieron otras tumbas cerca del complejo funerario de Teti, a quien a veces se hace referencia como una verdadera deidad. El escriba Mose, tenía su capilla funeraria decorada aquí. Bajo el reinado de Ramsés II, el príncipe real y sumo sacerdote de Ptah, Jaemuaset, incluso llegaría a restaurar la pirámide del antiguo rey, teniendo cuidado de volver a registrar su nombre en un lado de su pirámide.
Finalmente, durante la Baja Época, el entusiasmo popular por los divinizados antepasados reales de Saqqara aumentó hasta el punto de que se llegó a construir un templo dedicado a Anubis (Anubeion) sobre el complejo funerario de Teti cuya pirámide siguió dominando todo el valle y quedaría como un monumento sagrado para todos los devotos, recorriendo el dromos que conducía al Serapeum de Saqqara y que bordeaban la venerable pirámide de Teti.